# Colopea
Genre
Colopea est un genre d'araignées aranéomorphes de la famille des Stenochilidae.

## Distribution
Les espèces de ce genre se rencontrent en Asie du Sud-Est, en Océanie et en Chine.

## Habitat
Colopea vit dans la litière des forêts tropicales sèches ou humides.

## Description
Colopea est facilement reconnaissable à la forme particulière de sa carapace en forme de diamant d'où son surnom d'araignée à tête en pointe de diamant. Elle a six filières et deux paires postérieures de taille réduite.

## Liste des espèces
Selon World Spider Catalog (version 23.5, 08/10/2022) :
- Colopea laeta (Thorell, 1895)
- Colopea lehtineni Zheng, Marusik & Li, 2009
- Colopea malayana Lehtinen, 1982
- Colopea pusilla (Simon, 1893)
- Colopea romantica Lehtinen, 1982
- Colopea silvestris Lehtinen, 1982
- Colopea tuberculata Platnick & Shadab, 1974
- Colopea unifoveata Lehtinen, 1982
- Colopea virgata Lehtinen, 1982
- Colopea xerophila Lehtinen, 1982

## Systématique et taxinomie
Ce genre a été décrit par Simon en 1893 dans les Palpimanidae. Il est placé dans les Stenochilidae par Platnick et Shadab en 1974.

## Publication originale
- Simon, 1893 : Histoire naturelle des araignées. Paris, vol. 1, p. 257-488 (texte intégral).